# Durhami székesegyház
| „                  | Félig Isten háza, félig erőd a skótok ellen. | ” |
| – Sir Walter Scott |                                              |   |

A Krisztus, Szűz Mária és durhami Szent Cuthbert-székesegyház vagy ismertebb nevén durhami székesegyház egyike a legjelentősebb angliai zarándokhelyeknek, hiszen itt vannak eltemetve Szent Cuthbert és Beda Venerabilis földi maradványai. A székesegyház a román stílus és a gótika közötti átmenet egyik legszebb példája, a normann építészet egyik kiemelkedő alkotása.
A székesegyház a szomszédságában lévő várral együtt Durham (ejtsd: darem) városának jelképe, 1986 óta pedig az UNESCO világörökségének része.

## Fekvése

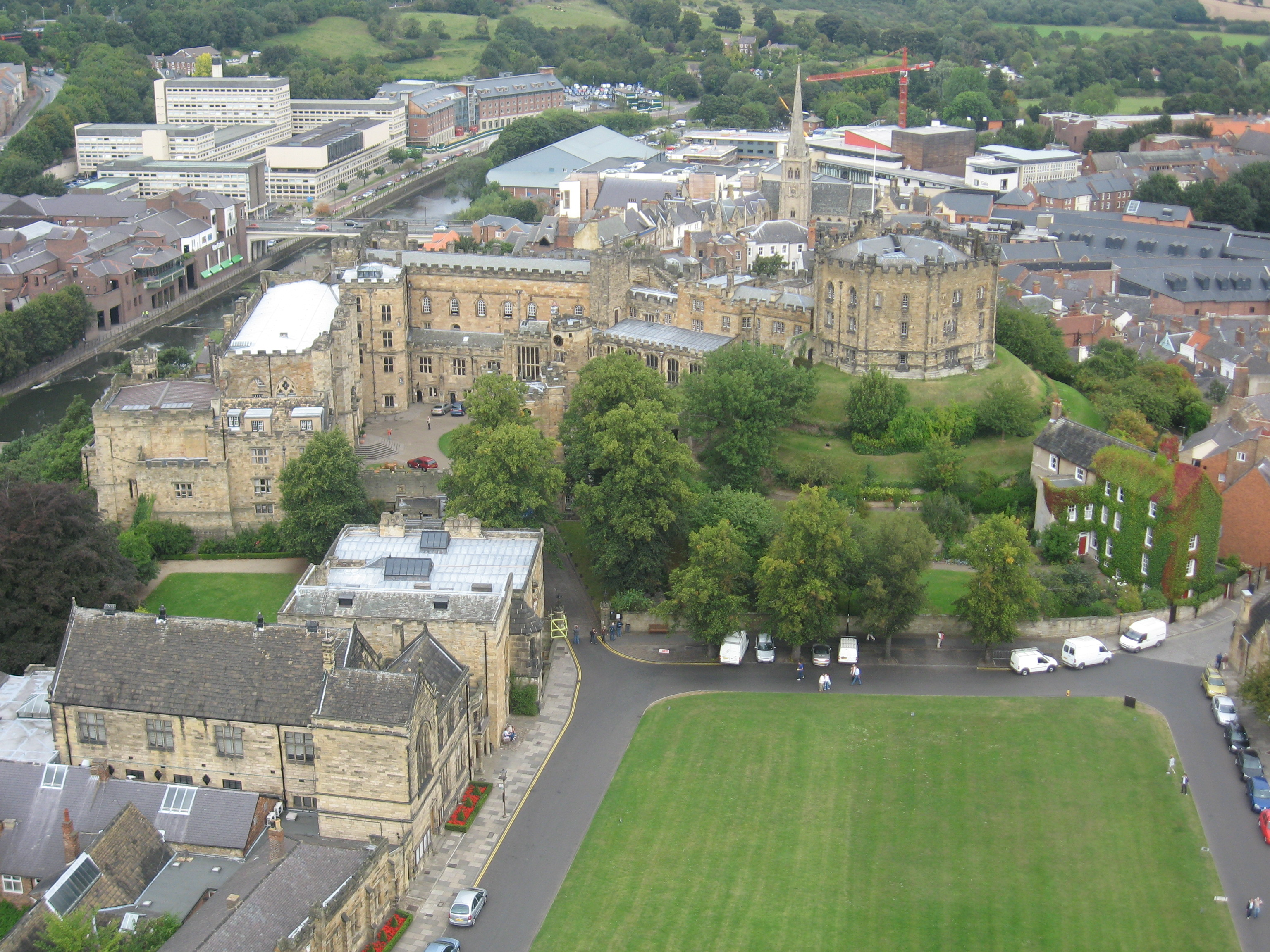
Kilátás a katedrális tornyából: előtérben a Palace Green, háttérben a vár.

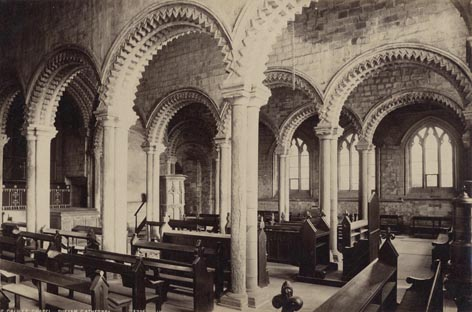
A Galilea-kápolna 1890 körül

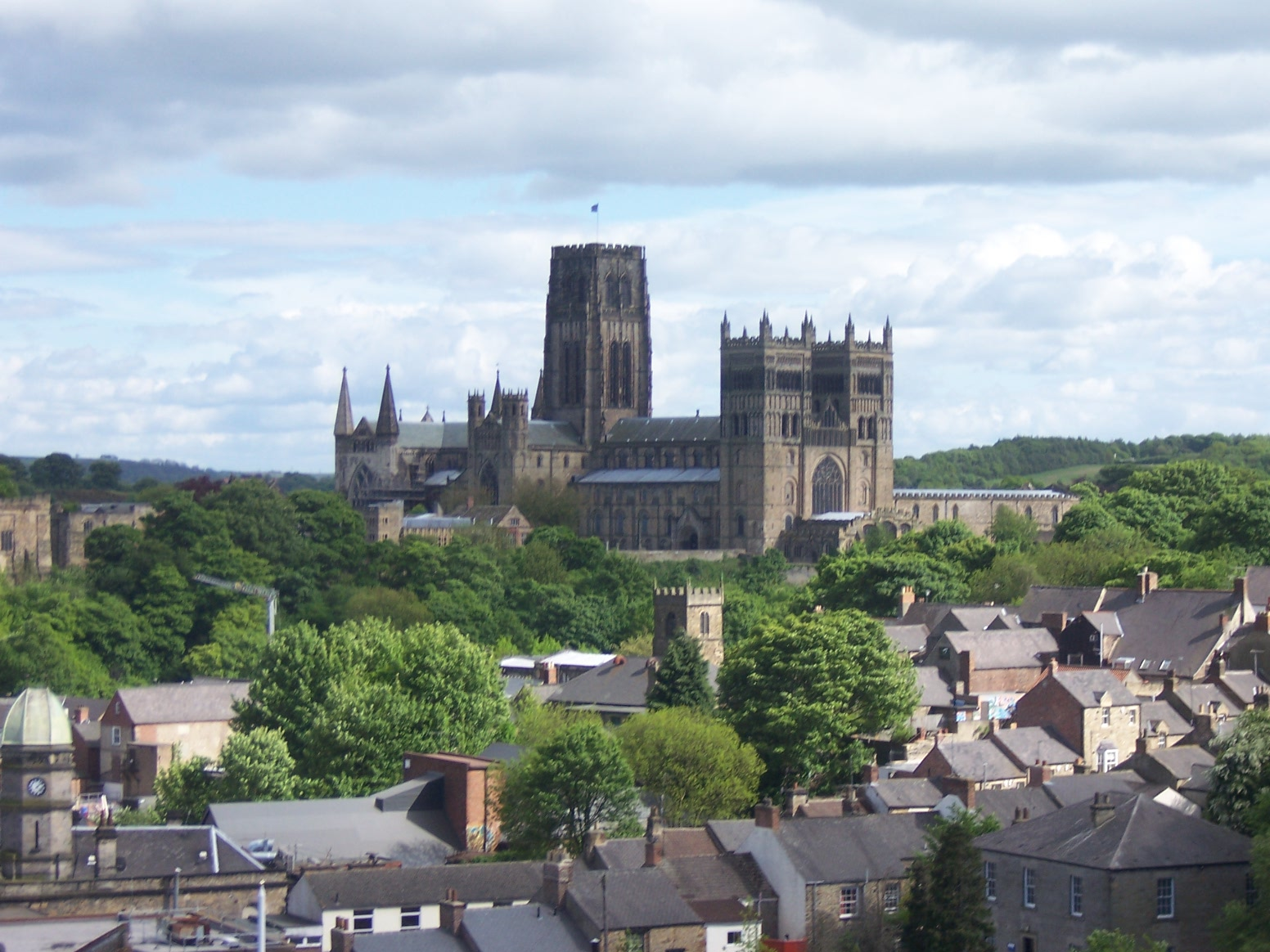
A katedrális látképe

A székesegyház a northumbriai Durham városának központjában emelkedő dombon áll, a Wear folyó kanyarulatában kialakult félsziget déli oldalán. Északon a Palace Green nevű tér határolja, mely elválasztja az impozáns durhami vártól.

## Története
A táj látképét uraló hatalmas durhami katedrális, a Krisztus, Szűz Mária és Szent Cuthbert-székesegyház története a vikingek lindisfarne-i támadásával kezdődött. A menekülő angolszász szerzetesek égi jel alapján itt találták meg 955-ben azt a helyet, ahol biztonságba helyezhették Szent Cuthbert földi maradványait. A legendák szerint a szerzetesek két fejőlányt követtek, akik egy sötétbarna tehenet kerestek (óangol nyelven dun harrow, innen származik a város elnevezése) és így érkeztek a Wear folyó kanyarulatában álló félszigetre. Ekkor Szent Cuthbert ereklyetartója mozdíthatatlanná vált, ami a szerzetesek értelmezésében azt jelentette, hogy itt kell eltemetniük a szent földi maradványait. Valószínűbb azonban, hogy kiválóan védhető fekvése miatt esett a szerzetesek választása a félszigetre. Ugyanakkor közrejátszott, hogy a terület Northumberland earljének tulajdona volt, aki nagy pártfogójuk is volt, mivel az akkori püspök, Aldhun, az earl rokona volt.
Az első szentély egyszerű faépítmény volt, melynek helyén 1017-re felépült az első tulajdonképpeni templom. Az ereklyét őrző első templomból, az úgynevezett Fehér-templomból (White Church) napjainkra semmi sem maradt fenn.
A Brit-szigetek meghódítása után a normannok püspöki székhellyé nyilvánították. A durhami püspök a 19. századig nagyhatalmú és befolyásos egyházi személy volt. Ez a poszt az angol egyház hierarchiájában a negyedik helyet foglalja el. Első püspöke, Walcher, elűzte az itt megtelepedett angolszász szerzeteseket és helyükre bencéseket telepített, akiket megbízott a kolostor megépítésével. William of St. Carileph püspök idejében, 1093-ban kezdték el a mai székesegyház építését, amely a normann stílusú apátsági templomok gyönyörű példája. A püspök célja egy, a Franciaországban egyre nagyobb számban épülő román stílusú templomoknál nagyobb és lenyűgözőbb istenháza építése volt. A normann katedrális alapkövét 1093. augusztus 11-én szentelték fel. 1104-ben, Ranulph Flambard püspök idején elkészült a templom első része: a kereszthajóig húzódó kórus. A főhajó többi részét 1133-ra fejezték be. Hugh le Puiset püspök idején, 1189-re készült el a Galilea-kápolna. Mivel az épület főbb részei rövid idő alatt készültek el, stílusa egységes maradt. Ötvöződnek benne a román és a gótikus stílus jegyei: a vaskos pillérek és falak román stílusra utalnak, de a merész és tágas, világos érzetet adó bordás keresztboltozat, amelyet Európában itt építettek meg először, már a gótika előfutára. A nyugati tornyok a 13. század elején épültek fel, ugyanekkor készült el a főhajó végében az erre merőleges Kilencoltár-kápolna. A legutolsó jelentősebb módosítás a középső torony megépítése volt 1487-ben.
A katedrális életében fordulópontot jelentett a reformáció és VIII. Henrik uralkodása, amikor elpusztították Szent Cuthbert szentélyét (1538) és felszámolták a kolostort (1540). Az utolsó durhami apát, Hugh Whitehead lett 1541-ben az első durhami dékán, amikor újraszentelték a székesegyházat. Ebből az időszakból származik az egyik bencés szerzetes által írt Durhami rítusok (The Rites of Durham), melyben részletesen leírja Szent Cuthbert pompás szentélyét, valamint a szent tiszteletére rendezett színes ceremóniákat. Ez a mű az egykori szentély legrészletesebb leírása.
Az angol polgári forradalom idején a székesegyházat elhagyták, majd bezárták. 1650-ben a dunbari csata után Oliver Cromwell több mint 3000 skót hadifoglyot börtönzött be az épületbe. A királyság restaurációját követően John Cosin lett az új durhami püspök, akinek nevéhez a székesegyház felújítása fűződik. Szintén az ő nevéhez kötődik a templomban ma is látható faragott berendezések nagy részének beszerzése.
A 18. századi restaurálási munkálatok során a falakról 50–75 mm vastag réteget eltávolítottak, amely során az eredeti normann díszítések nagy része elveszett. Ekkor bontották el a Káptalanházat valamint a Galilea-kápolna egy részét egy grandiózus nyugati főbejárat kialakítása céljából.
A 19. században a Durhami Egyetem megalapításával (1832) Van Mildert püspök az intézménynek ajándékozta rezidenciáját, a durhami várat. A század végén épült kicserélték a festett üvegablakok nagy részét, újjáépítették eredeti formájában a Káptalanházat.
1986-ban a székesegyház a közeli várral együtt felkerült az UNESCO világörökség listájára, mint a legnagyobb és legtökéletesebb normann-stílusú építmény Angliában.

## Műszaki adatok

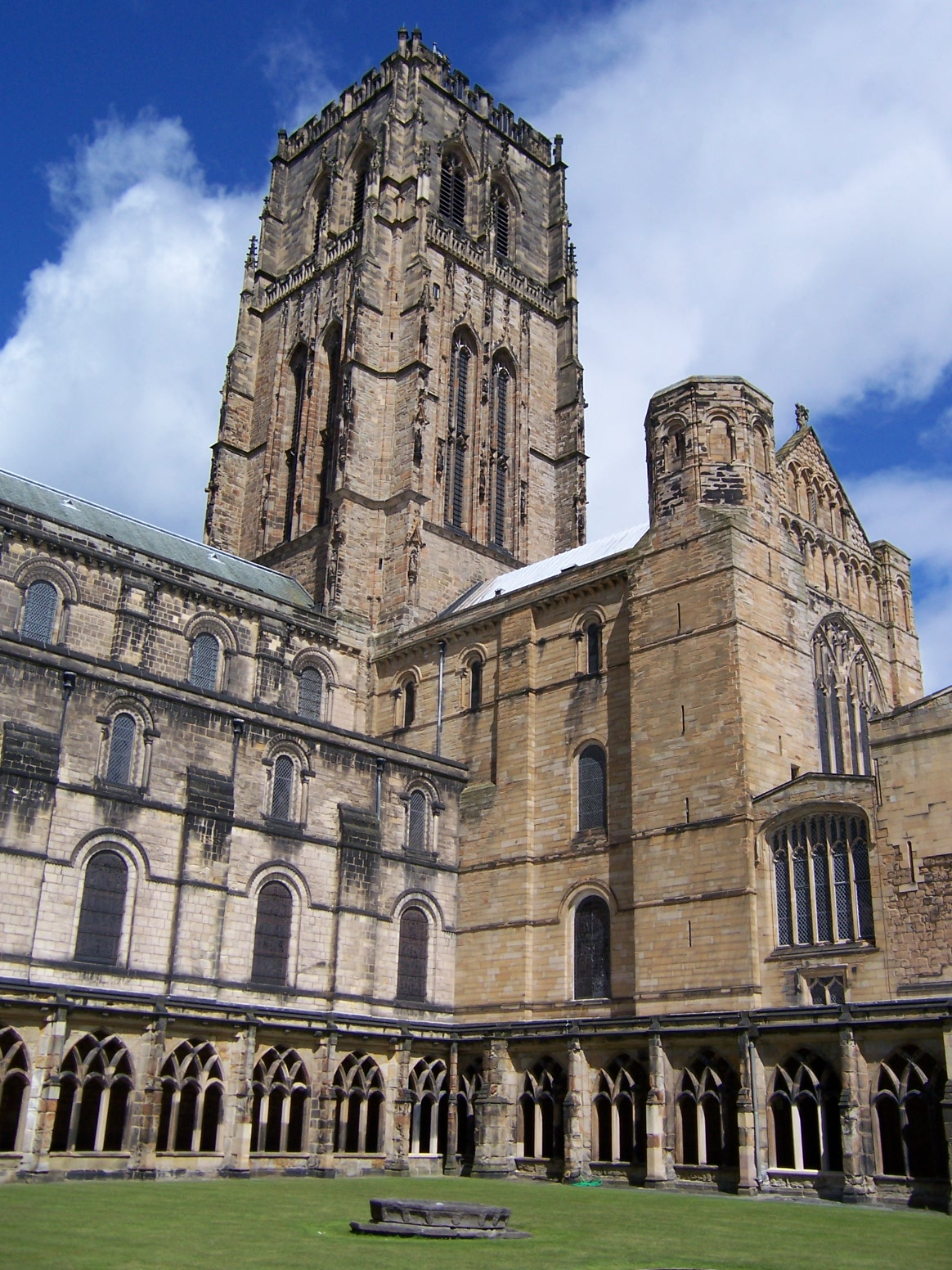
A székesegyház középső tornya

A székesegyház teljes belső hossza 143,13 m. Átlagos falvastagság 2,43 m.
|                     | Hosszúság | Szélesség | Magasság | Oldalhajók szélessége |
| Kilencoltár-kápolna | 39,93 m   | 11,76 m   | 23,46    |                       |
| Kórus               | 40,41 m   | 12,07 m   | 22,73 m  | 5,79 m                |
| Kereszthajó         | 20,11 m   | 11,27 m   |          | 6,4 m                 |
| Laterna             | 12,37 m   | 11,88 m   | 47,24 m  |                       |
| Főhajó              | 61,26 m   | 11,88 m   | 22,21 m  | 6,4 m                 |
| Galilea-kápolna     | 23,46 m   | 14,93 m   |          |                       |

|                 | Magasság |
| Középső torony  | 66,44 m  |
| Nyugati tornyok | 44,07 m  |
| Tornyok ívei    | 20,9 m   |

## Leírás

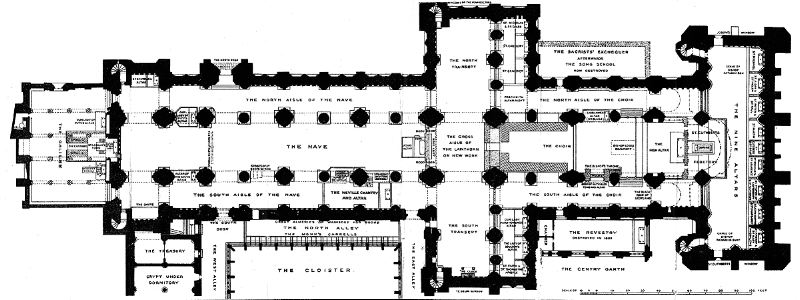
A katedrális alaprajza

A székesegyház hosszan elnyújtott főhajója és viszonylag alacsony mennyezete a gótika sajátos angliai megnyilvánulása. Az európai építészet történetében nagy jelentőséggel bírnak a főhajót fedő bordás keresztboltozatok, melyek a maguk műfajában az első voltak.
A katedrális eredetileg latin kereszt alakban épült. Fő eleme a kelet-nyugat irányú főhajó, melyet az észak-déli irányú kereszthajó keresztez. A főhajóhoz két oldalhajó csatlakozik. A nyugati főhomlokzatát két vaskos torony díszíti. A hajók kereszteződésénél épült fel a 66,4 m magas központi torony. A székesegyházhoz utólag építették a keleti végére merőleges Kilencoltár-kápolnát, valamint a nyugati főhomlokzathoz utólag toldották a Galilea-kápolnát.

### Főhajó

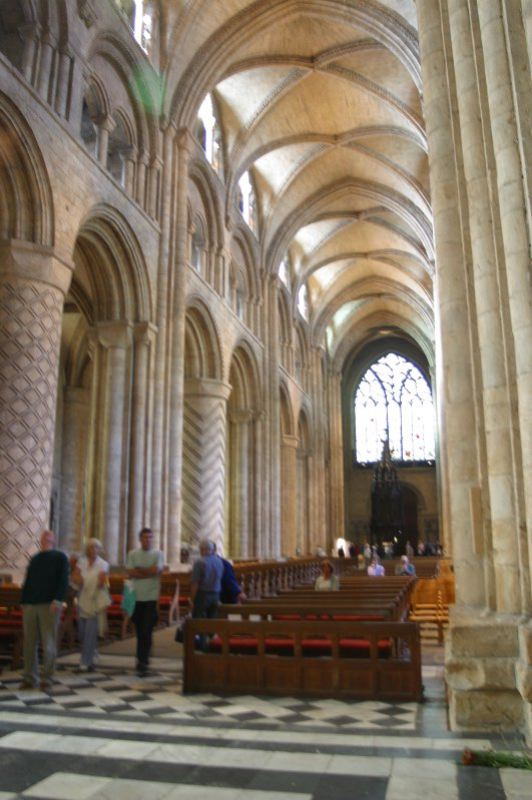
A katedrális főhajója, kelet felől nézve

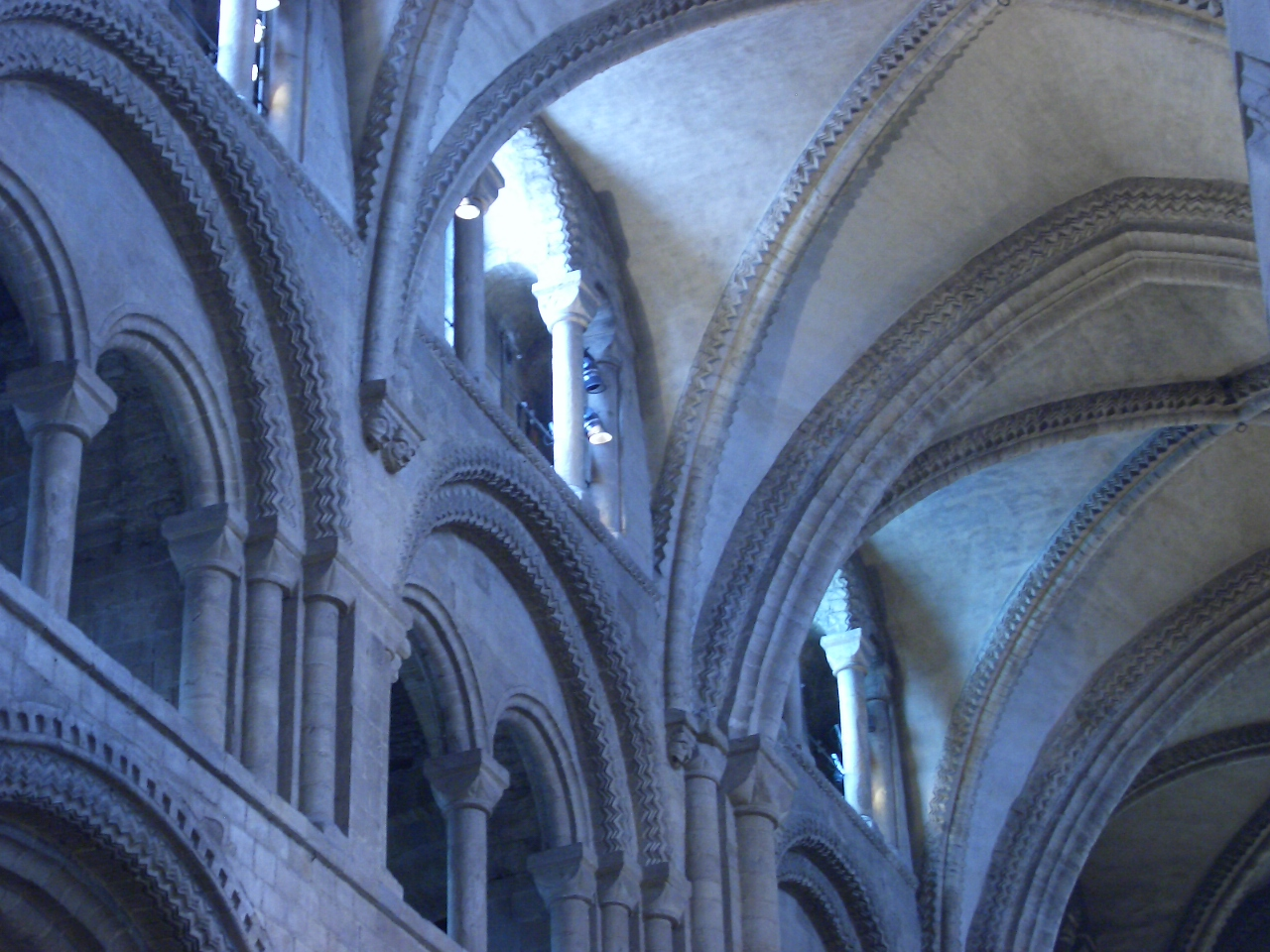
A katedrális főhajójának részlete

A templom főhajója napjainkig megőrizte eredeti stílusát. Belsejében a gazdagon tagozott pillérek tömeges, díszített törzsű oszlopokkal váltakoznak. Ez utóbbiakon a kockafejzetre emlékeztető nyolcszögű oszlopfők találhatók. A templom mennyezetét bordás keresztboltozatok alkotják. Az egyes hajókat elválasztó falakat hordó villámvonalas díszítésű bolthevedereket alátámasztó pillérek négyes oszlopcsomóból állnak. A főhajó jellegzetesen háromemeletes normann építmény: az árkádsor felett a triforium, majd legfelül a karzatvilágító ablaksor. Az oszlopok egy részét rombuszmintázat díszíti, ami ugyan gyakori motívum a történelem előtti időkben, de keresztény templomban itt jelenik meg először. A másik domináns díszítés néhány oszlopon a cikkcakkminta, ez mór behatásról tanúskodik.
A durhami székesegyház volt az első olyan normann építmény Angliában, ahol az építőknek sikerült nagy nyitású bordás keresztboltozatot építeni (10 m). A normann építészeti stílusra jellemző félkörívek helyett csúcsos, inkább a gótikára jellemző íveket építettek, melyek sokkal teherbíróbbak.
A főhajó egyik legjelentősebb látnivalója a keresztelőmedence, rögtön a főbejárattal szemben, a székesegyház nyugati oldalán. A márványból faragott medence 1663-ból származik, a 12 m magas faragott fedője pedig a 17. századból.
A főhajó további látnivalói a déli bejárat mellett található 17. századi orgona, valamint a keleti bejárat melletti Bányász Emléktábla, melyet 1947-ben avattak fel, a durhami bányaipar áldozatainak emlékére.
A katedrálisban csak néhány síremlék található, mivel hosszú ideig tilos volt benne temetkezni. A déli árkádsorban található Lord John Neville 1388-as síremléke, aki a székesegyház egyik lelkes támogatója volt. Mellette található apjának, Lord Ralph Neville-nek síremléke (1346).
A főhajó ablakait 19. századi festett üvegek díszítik, amelyek a 14. századi eredeti üvegek hű másolatai. Az oldalhajók nyugati végét 20. századi festett üvegablakok díszítik, amelyek Szent Cuthbert életéből vett jeleneteket ábrázolnak. Az északi bejárat melletti Mindennapi kenyerünk ablakot 1984-ben avatták fel, mely az Utolsó vacsora kenyértörését ábrázolja.

### Kereszthajó
A déli kereszthajóban van kiállítva a Castell apát által a 15. század végén, 16. század elején összeszerelt középkori óra, mely a templom fő látnivalóinak egyike. A 17. században újjáépítették, majd 1845-ben szétszerelték, mivel úgy találták, túlságosan frivol a székesegyház számára. Csak 1938-ban került vissza ismét a déli kereszthajóba.
A déli kereszthajót 1924-ben rendezték be kápolnának a Durhami Könnyű Gyalogság tiszteletére. A kápolna oldalait a gyalogság zászlói díszítik. Ugyancsak itt látható a durhami bányászok zászlója (ami a vidék bányász-hagyományaira emlékeztet), valamint Shute Barrington püspök síremléke, aki 1826-ban hunyt el.
A kereszthajó északi részében található a 20. században felújított Gregorián-kápolna, mely korábban Bencés-kápolna néven volt ismert. A vasrácsokkal elválasztott kápolna imára fenntartott hely. Egy, a kápolnában elhelyezett zászló tanúskodik a durhami és a lesothói egyházmegyék közötti baráti kapcsolatról. A kápolnában található Matthew Woodfield püspök 1826-os síremléke.
A főhajó és kereszthajó kereszteződésében, azaz a négyezetben épült fel a 15. században a középső torony, mely 66,4 m magas. Tetejéről csodálatos kilátás nyílik Durham városára, a Wear folyóra, valamint a környező dombvidékre. A toronyba egy 325 lépcsőből álló szűk csigalépcső visz fel. A torony felső részében van a harangszék, tíz haranggal. A torony alatti laterna szolgálja a kórus és az oltár megvilágítását. A laterna alatt található a kórust a főhajótól elválasztó háromíves rekeszfal, (George Gilbert Scott brit építész alkotása), valamint a festett, márvány szószék és a bronzból öntött pulpitus. Mindkettőt a 19. században készítették a székesegyház számára. A bronz pulpitus, mely ugyancsak Scott műve, egy középkori pulpitus másolata és egy pelikánt ábrázol, mely saját vérével eteti fiókáit: a kegyesség jelképe.

### Kórus

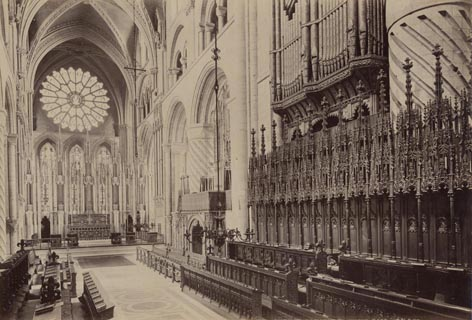
A kórus 1890 körül

A szokványos középkori templomépítés alól a katedrális sem volt kivétel: keletről nyugat felé építkeztek, hogy mielőbb megépüljön a főoltárnak otthont adó szentély. Ez a durhami katedrálisra különösen igaz volt, hiszen mihamarabb el kellett helyezni Szent Cuthbert ereklyéit. A kórus 1104-re készült el, azonban a 13. században beomlott így, az eredeti, normann stílusú tetőből semmi sem maradt fenn. A kórust két oldalon a Cosin püspök által 1665-ben beszereltetett faragott kórusülések (stallum) szegélyezik. A felettük húzódó, gótikus stílusban faragott baldachin összhangban van a szintén gótikus, hatalmas oltárfallal. A kanonok stallumainak finoman faragott támaszkodópolcai vannak (misericordok). A pulpitust Leonard Childs hímzései díszítik és a négy evangélista szimbólumait ábrázolják.
A jelenleg is használatos orgonát 1876-ban készítette Willis atya, amely helyettesítette az 1686-ban Smith atya által készített hangszert. 1905-ben teljesen újjáépítette a durhami Harrison and Harrison orgonakészítő műhely. A négy manuálos hangszer egyike Anglia legjobb hangzású orgonáinak.
A kórusülések mögött, a déli oldalon áll a püspöki trón (cathedra), melyet 1381-ben készítettek Hatfield püspök kérésére.

### Szentély
A szentély a kórus keleti végében található és a főoltárnak ad helyet. A szentélyt a grandiózus oltárfal dominálja, melyet 1380-ban faragtak a franciaországi Caen-ben, majd Lord John Neville jóvoltából a katedrálisba került. Eredetileg élénk színek díszítették és a 107 fülkéjében angyalok szobrai álltak. Ezek a reformáció rombolásai során elvesztek. A legendák úgy tartják, hogy az alabástrom-szobrocskákat a durhami szerzetesek ismeretlen helyen ásták el. A gótikus oltárfal oldalszárnyaiba építve találhatók a faragott kórusülések. Maga az oltár modernnek mondható, hiszen egy 17. századi faragott márványasztal. A szentély mozaikos padlója szintén figyelemreméltó, ez szintén George Gilbert Scott munkája.

### Szent Cuthbert szentélye

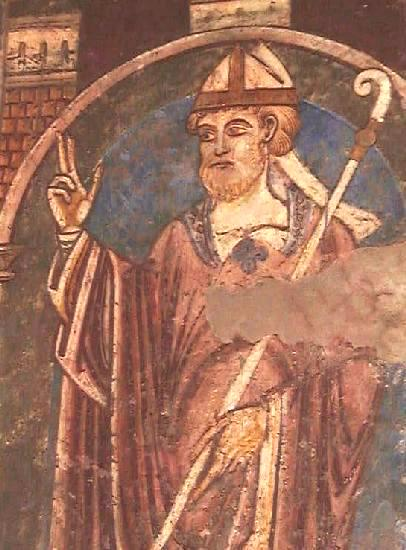
Szent Cuthbert 11. századi freskója a Galilea-kápolnában

Szent Cuthbert szentélye a főoltár mögött található. Egy jellegtelen kőlap jelzi a szent végső nyugvóhelyét. A kőlapra a szent latin neve, azaz CVTHBERTUS van felvésve. Mellette található egy 15. századi fejnélküli Cuthbert-szobor, kezében Oswaldnak, Northumbria királyának fejével. A szentély felett egy 20. századi baldachin áll (Ninian Comper alkotása), mely Krisztus dicsőségét ábrázolja. A szentély két oldalát Oswald király és Szent Cutbert zászlóinak reprodukciói díszítik.
Cuthbert 634 körül született Northumbriában. Miután évekig pásztorkodással foglalkozott az Anglia és Skócia közötti határvidéken, csatlakozott a lindisfarne-i szerzetesekhez, ahol hamarosan apáttá vált, majd 685-ben püspök lett. Még életében számos csoda övezte személyiségét: a betegeket megkente szent olajjal, közülük sokan meggyógyultak; még nagyobb volt hatalma a bűnösökön, akik önként jöttek, hogy megvallják bűneiket olyan időben, amikor a gyónás a kolostorokon kívül még nem terjedt el általánosan. Cuthbert 687-ben halt meg és egy kőszarkofágban a lindisfarne-i templom oltára mellett temették el. Csakhamar szentként kezdték tisztelni: zarándokok áramlottak mindenfelől sírjához, amelynél a hagyomány szerint sok csoda történt. 698-ban felnyitották sírját, és a jelenlevők nagy ámulatára a teste még ép volt. A vikingek ismételt támadásai és viszontagságos vándorlás után a lindisfarne-i szerzetesek 883-ban új otthont találtak Chester-le-Streetben. 995-ben ereklyéit rövid ideig Riponban őrizték, majd Durhambe került. Cuthbert ereklyéi 1104-ben kerültek mai helyükre és rövid időn belül Durham lett Anglia egyik legjelentősebb zarándokhelye, melyet csak Becket Szent Tamás sírja Canterburyben múlt felül.
1537-ben VIII. Henrik emberei lerombolták a gazdagon díszített szentélyt. Megbontották a szent koporsóját is, melyben megtalálták a szent ép testét, eredeti temetkezési ruháiban. Meglepetésükben a koporsót ismét elföldelték.

### Kilencoltár-kápolna
A kápolna a székesegyház keleti végében található és az apszis megnagyobbítása révén jött létre, amire szükség volt a Szent Cuthbert sírjához érkező egyre nagyobb számban érkező zarándok miatt. 1242 és 1280 között épült fel korai angol gótikus stílusban, a Yorkshire-beli Fountains Abbey mintájára. A keleti homlokzatot díszítő óriási rózsaablakot a 18. században építették. Nevét a kápolnában egykoron elhelyezett kilenc oltárról kapta. A ma itt álló oltárok: a középső Szent Aidan tiszteletére épült; ettől balra található Szent Hilda oltára, jobbra pedig Skóciai Szent Margit oltára. A kápolna padlójában elhelyezett kőlapok az egykori herceg-püspököknek állítanak emléket.

### Galilea-kápolna

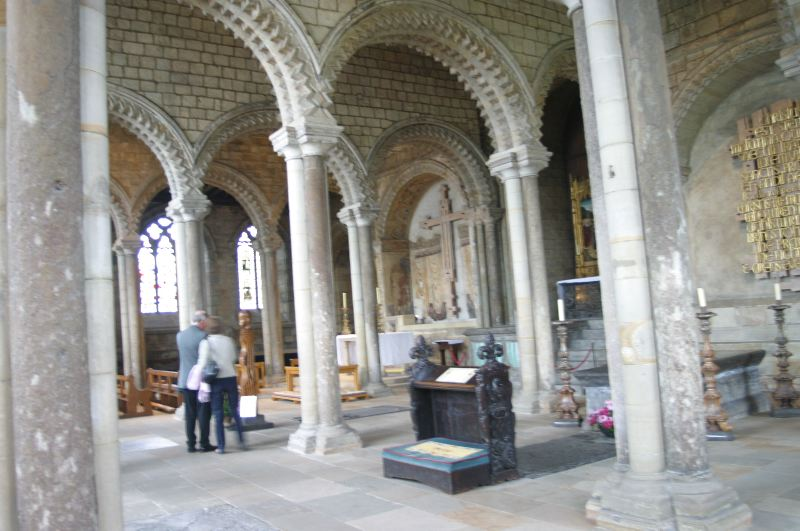
A Galilea-kápolna

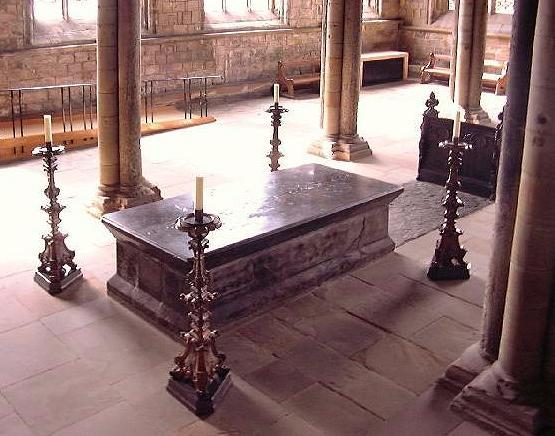
Beda Venerabilis síremléke

A Galilea-kápolna a katedrális nyugati homlokzatához csatlakozik. Építését 1170-ben rendelte el Hugh le Puiset herceg-püspök, a célból, hogy az isten házát látogató nőknek is legyen imádkozási lehetőségük, hiszen abban a korban a nőknek tilos volt a bencés templomok látogatása. A kápolna tulajdonképpen egy narthex (előcsarnok), hiszen ez volt a hívők gyülekezőhelye mise előtt és után is egyben. Hasonló kápolnája van például a franciaországi Vézelay román stílusú katedrálisának is. Az épület teljes egészében normann stílusban épült, de sokkal könnyedebbnek tűnik ami már a gótika felé való átmenet első jele. Építészeti stílusában hasonlóságot véltek felfedezni a spanyolországi Córdoba városában található nagy mecsettel, a Mezquitával.
A kápolna érdekessége a hatalmas bronzkapu, mely a katedrálissal köti össze és amelyet a 15. század óta Thomas Langley érsek síremléke torlaszol el. A keresztrefeszítést ábrázoló festményt a 16. században készítette valószínűleg Van Orley, flamand festő. A kápolna északi oldalát freskók díszítik, melyek a 12. századból származnak és Szent Cuthbert valamint Oswald király életének mozzanatait ábrázolják. Az árkádok feletti freskók a 13-14. századból származnak és Krisztus keresztrefeszítését valamint az apostolok mártírhalálát ábrázolják. A kápolna ablakaiban még láthatók eredeti, a 14-15. századból származó festett üvegdarabok.

### Beda Venerabilis síremléke
A Galilea-kápolnában található a székesegyház másik fontos látnivalója és egyben zarándokhelye, Beda Venerabilis sírhelye. Beda a kora középkor legjelentősebb angol tudósa volt. Fennmaradt írásaiból ismert a angolszászok vallási élete valamint Szent Cuthbert élete és munkássága. Beda 673 körül született, majd hétévesen a wearmouth-i kolostorba került majd később átkerült Jarrowba, ahol életének fennmaradó idejét töltötte írással. 735-ben halt meg. Ereklyéit 1022-ben lopták el és szállították Durhambe, ahol Cuthbert mellé helyezték. A Galilea-kápolna megépítésével új szentélyt építettek neki, amelyet VIII. Henrik idején leromboltak, akárcsak a Cuthbertét. A sírhelyet ma egy kőlap jelöli, melyen a szent latin neve áll BÆDAE. A kőlap mögötti egyszerű faoltáron egy Bedától származó megjegyzés áll, mely Krisztust, a hajnalcsillagot dicsőíti. Az oltárt 1971-ben faragta Frank Roper és George Pace. A kőlap felett stílusosan egy csillag alakú lámpa áll, mely kihangsúlyozza Bede írásának jelentőségét. Ezt 2005-ben szerelték fel.

## Melléképületek
A szerzetesi élet központja a kolostor volt, mely a székesegyház déli oldalához csatlakozik. A kolostor építése nagyjából egy időben kezdődött a székesegyházzal, de épületeinek nagy része a 15. században készült el. A durhami kolostor egyike azon szerencsés kevés kolostornak, melyek túlélték a szerzetesrendek feloszlatását, amit VIII. Henrik angol király rendelt el 1538-ban. A kolostor központja az udvar, melyet az egykoron beüvegezett kerengő vesz körül. Az udvar közepén ma is látható a kőmedence, melyben a szerzetesek tisztálkodtak. Egy másik jelentős építmény a káptalanház volt, ahol a szerzetesek gyűléseiket és közös tevékenységeiket folytatták. A káptalanház a kerengőből nyílik. Padlója alatt vannak eltemetve Durham első herceg-püspökei. Az Anglia legszebb normann-stílusú káptalanházának tartott épületet 1796-ban lebontották, de 1895-ben az eredeti tervek szerint újjáépítették. A hozzá csatlakozó sekrestye eredetileg börtönnek épült. Az emeleti helységben voltak a szerzetesek cellái és hálószobái.
A kolostorhoz csatlakozik a Dékáni Hivatal (Deanery) épülete, mely egyike a legszebb és legidősebb normann épületeknek Angliában (a 11. században épült). Az épület alatt nagy kiterjedésű kripta található.
A kolostoregyüttes másik jellegzetes épülete a refektórium, mely mai formáját a 17. században nyerte el. Hozzá csatlakozik az 59 m hosszú egykori hálóterem, melynek érdekessége a faragatlan fa-mennyezete. A refektóriumban és a hálóteremben ma a könyvtár működik, mely értékes, 13. századból származó kéziratokat is tartalmaz. Úgy tartják, hogy több könyve volt, mint a franciaországi clunyi bencés apátságnak. A könyvtárban őrzik a 10. századból származó Durhami Evangéliumot, melyet a Lindisfarne-i Evangélium elődjének tartanak. Ez utóbbinak egy másolata is látható a könyvtárban.
A kolostor egykori konyhája egy nyolcszögletű, 14. században épült helységben volt. Hozzátartozott egy boltíves kialakítású borpince is. Napjainkban mindkettőben Szent Cuthbert életét bemutató múzeum működik. Láthatók a szent koporsójának feltételezett maradványai, halotti ruházatának maradványai, hordozható oltárja valamint kereszt-nyakéke.
A kolostorból egy fedett, boltíves átjáró vezet a kollégiumba, mely napjainkban a katedrálist kiszolgáló papság és személyzet otthona. A kollégium 17-18. században épült különálló épületek összeépítésével alakult ki.

## Vallási élet
A durhami székesegyházban élénk vallási élet zajlik. Évente kb. 1317 istentiszteletet tartanak a templomban. A templomot évente nagyszámú zarándok keresi fel az itt eltemetett Szent Cuthbert és Beda Venerabilis miatt. Ugyanakkor a Durham-környéki bányászok is rendszerint tartanak megemlékező ünnepségeket a templomban.

### Püspökök és hercegek

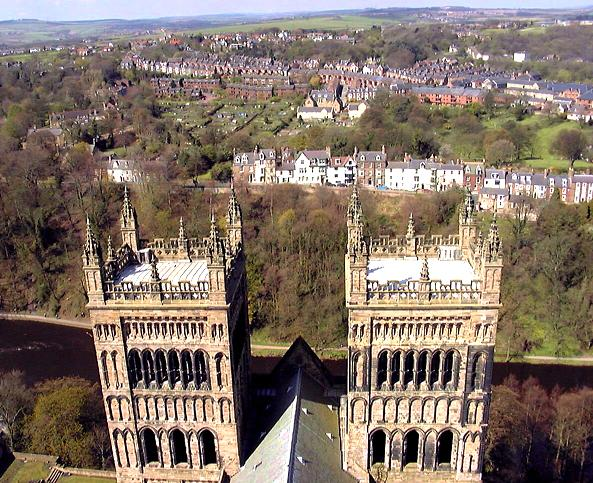
A kilátás a toronyból

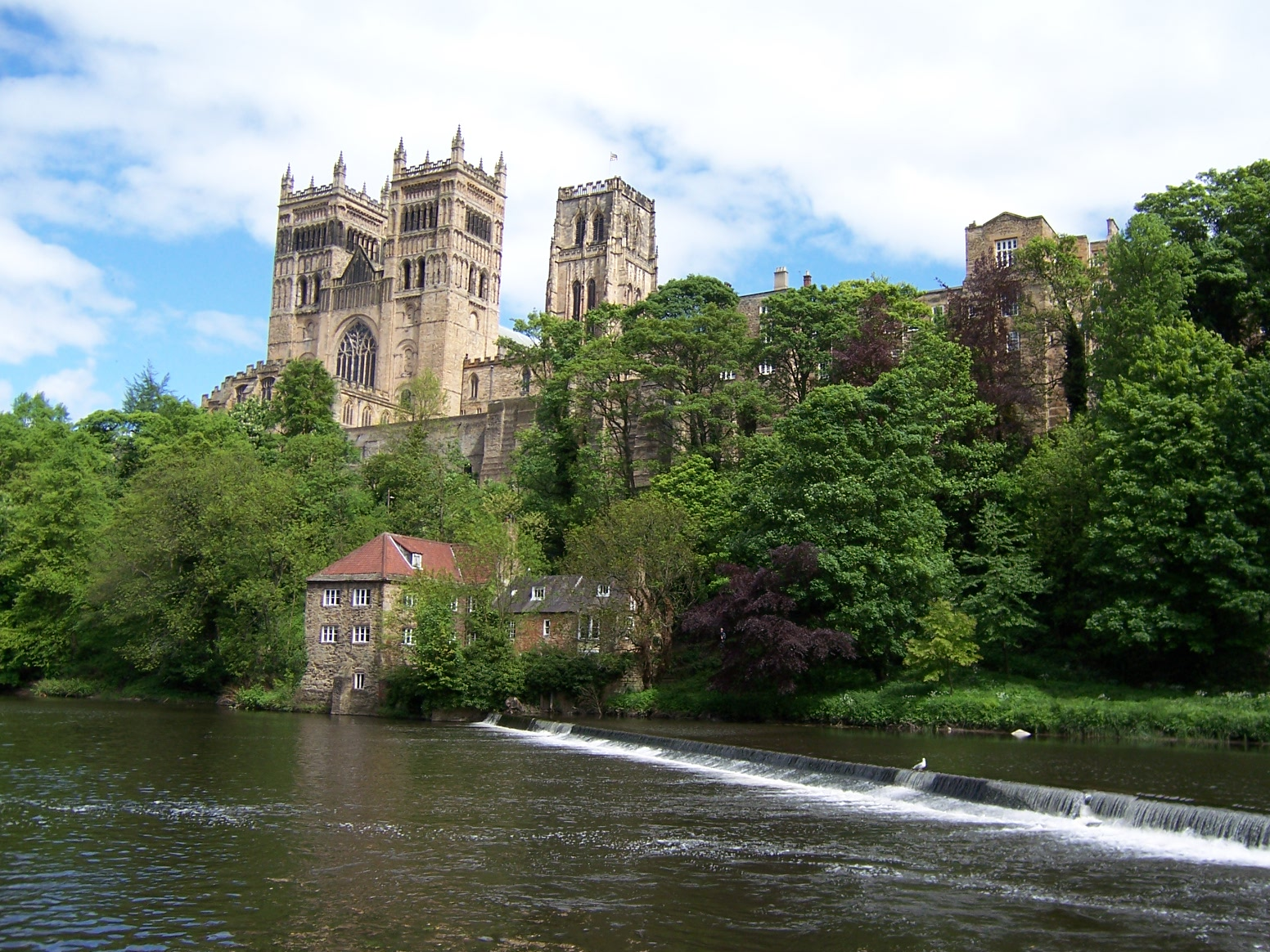
A kilátás a Wear folyó partjáról

A durhami püspök a durhami anglikán egyházkerület feje, mely az egyik legősibb angliai egyházkerület. A püspök az angol parlament Lordok Házának örökös tagja.
Az első püspök Aldun (995-1018) volt, aki Lindisfarne-ból Durhambe helyezte át székhelyét. A 7-8. században a durhami egyházkerület a Northumbriai Királysághoz tartozott, majd később grófságként Angliához . Miután a normannok 1066-ban elfoglalták Angliát, felismerték Northumbria stratégiai jelentőségét a skót betörések elleni védelemben ezért megpróbálták Robert Comine személyében saját emberüket earl-nek kinevezni. Durham lakossága azonban lemészárolta Comine-t és hétszáz fős kísérőcsapatát, minek következtében Hódító Vilmos csapatai feldúlták a grófságot. A durhami püspököt (Aethelwine) elfogták és börtönbe vetették. Halála után (1071) William Walcher személyében normann püspök került a durhami trónra. Earl-nek pedig a normannokat támogató angolszász Walheof-ot nevezték ki. Miután 1075-ben egy felkelésben Waltheof életét vesztette, William Walchert nevezték ki earlnek, aki így az első durhami herceg-püspök lett. Megjegyzendő hogy a herceg-püspök sohasem volt hivatalos titulus. Walcher halála után II. Vilmos angol király megalapította a durhami palotagrófi tartományt, melyet magasfokú kiváltságokkal ruházott fel, az angol-skót határ védelmének céljából. Így a durhami herceg-püspöknek joga volt saját hadsereget összehívni, saját embereit kinevezni magas rangú pozíciókba. Ezen felül saját törvényhozói és adóbehajtási joggal rendelkezett.
1536-ban VIII. Henrik jelentősen lecsökkentette a durhami herceg-püspökök kiváltságait. Tovább csökkent jelentőségük az angol polgári forradalom idején, majd 1603-ban Anglia és Skócia uniójával a durhami palotagrófság jelentőségét vesztette.
A grófságot 1836-ban számolták fel. 1882-ben, a Newcastle upon Tyne-i püspökség megalapításával a durhami püspök elveszítette egyeduralmát Northumbria felett.